# Sistema de gobierno mixto
Los sistemas gubernamentales mixtos son aquellos que combinan elementos propios de la Democracia, la Monocracia y la Oligarquía, con proporciones diferentes de estos elementos, y poniéndose estas formas ya mencionadas. La doctrina acepta las siguientes formas de gobierno mixto, algunas de carácter histórico, otras más bien recientes o actuales.

## El gobierno mixto en la historia del pensamiento político

### Polibio
El historiador Polibio en su sexto libro ‘‘Historias’’ hace una descripción de la constitución de Roma, bajo esta premisa el autor postula que el éxito de un gobierno se da por la conformación de su constitución; este requiere de argumentos para validar su propuesta y por ende presenta tres tesis: La existencia de seis formas de gobiernos simples (buenas y malas), un proceso cíclico de estos gobiernos conocido como anaciclosis (teoría de los ciclos) y lo más novedoso de su pensamiento que es la existencia de un séptimo tipo de gobierno fuera de la historia el cual es una síntesis de las formas gubernamentales positivas. Polibio nos habla de seis formas de gobierno, clasificadas en buenas y malas, estas se desenvuelven en un proceso cíclico que se repite en el tiempo. Las tipologias positivas son el Reino o Monarquía, la Aristocracia y la Democracia, sin embargo, señala que estas siempre tienden a degradarse y resultan en formas negativas que son la Tiranía, la Oligarquía y la Oclocracia. El proceso histórico de estos gobiernos simples es cíclico, ya que se produce la sucesión de una forma de gobierno tras otra debido a que estos al ser formas simples siempre van a presentar falencias que serán el determinante de su caída. Él consideraba que estos tenían breve duración porque en cierto grado su naturaleza permitiría que se corrompan con el poder o que haya un abuso de este lo cual impulse constantes cambios e inestabilidad.
Para lograr la mejor forma de gobierno hay que considerar características de los mejores regímenes y obtener una forma mixta que se adecue a las circunstancias del país que se desee gobernar. La teoría de Polibio es una teoría de los mecanismos constitucionales, que permite una forma de gobierno estable. Es por ello que Polibio plantea la existencia de la anaciclosis, proceso que consiste en los cambios cíclicos que se producen debido a las degradaciones o degeneraciones de las diversas formas de gobierno, lo cual conlleva a que se dé una sucesión de formas de gobierno. En la anaciclosis, en primera instancia se encuentra la Monarquía, la cual se va a degradar en una Tiranía en la que el comportamiento del rey es injusto y acaparador. De tal modo, se desarrolla una rebelión o sublevación del pueblo que es comandada por un grupo o élite lo cual da paso a la Aristocracia, caracterizado por ser un régimen donde gobiernan los mejores y que acabará con el tiempo degenerando en una oligarquía. En este punto se producen dilemas sociales, corrupción y la revuelta popular como respuesta, así, ante ello, se da paso a la Democracia en la que el gobierno recae en el pueblo, sin embargo ello decae en la Oclocracia en la que los límites de la libertad se ven resquebrajados y se produce un completo caos ante la falta de una dirección clara y eficiente. Finalmente, surge una persona que se destaca entre los demás y será quien tome el poder total, dando paso así nuevamente a una Monarquía. Por lo tanto, Polibio entiende que todos los tipos de gobierno simples se degeneran, culminan y dan paso a otros porque son formas inestables.
Ante todo este panorama de gobiernos simples e inestables que decaen y generan la anaciclosis constante, Polibio en su obra Historias menciona todas estas formas narradas poseen como tendencia natural a la degradación y degenerarán en otras debido a que son inestables. En ese sentido, plantea como ideal un gobierno mixto que integre diversos elementos de las diferentes formas gubernamentales. Así, este abarca instituciones de la Monarquía como lo es la figura del jefe de gobierno, de la Aristocracia el senado que ratifica y se encarga de las leyes y, por otra parte, de la Democracia que es representada por los comicios. Este sistema mixto de gobierno que contiene cualidades propicias de las formas gubernamentales positivas permite que no se produzca la tiranía, debido a que si un poder, ya sea de los cónsules, el senado o los comicios, buscan acaparan el poder total, los demás poderes existentes serán la barrera que los detenga y de esa manera no se desestabilice el régimen político mixto.
El pensamiento y aporte de Polibio es muy importante debido a que es el primer autor que desarrolla y defiende el gobierno mixto o forma constitucional que combina el poder monárquico, el aristocrático y el poder democrático, representados por el consulado, el senado y los comicios. Él hace énfasis en que para romper con la anaciclosis es preciso que se constituya el mejor gobierno el cual debe ser mixto y ser compuesto por las tres formas gubernamentales óptimas. Es decir, visibiliza algo fundamental que es que se le debe conceder poder a los tres grupos sociales que lo conforman para que así estos se ocupen eficientemente del manejo de las magistraturas. De tal manera, el contrapeso de poderes genera límites recíprocos, balance, mejor orden y estabilidad sobre la base de equilibrio e igualdad.

### Bodino
El siguiente autor al que pasaremos a analizar para brindar otro enfoque referente al gobierno mixto es Bodino, uno de los teóricos de la política más influyentes, los ejes principales para entender el gobierno y las formas de gobierno son 2, primero es necesario entender el concepto de soberanía y soberano, Bodino es fiel al pensamiento de que la soberanía es el poder absoluto y perpetuo del Estado ya que si es que tienes el poder por un tiempo determinado o parametrado este terminará extinguiéndose vencido dicho plazo y con respecto al poder absoluto hace alusión a que el gobernador no puede estar por debajo de ningún otro poder.
Otro punto importante para entender el gobierno para Bodino es que solo hay tres formas, la monarquía, la aristocracia y la democracia, ya habiendo dado los parámetros o algo de contexto para entender la teoría de Bodino pasaremos ya a hablar sobre su postura acerca del gobierno mixto, empezamos fuerte porque niega una evidencia y llega hasta cuestionar su existencia, su principal argumento tiene que ver con el poder y la soberanía, el poder no puede ser dividido y teniendo en cuenta que para el autor las formas de gobierno son 3 y solo 3, si decidimos optar por un gobierno mixto estaríamos diciendo que va a haber en un solo momento monarquía, aristocracia y democracia, lo que hace pensar a Bodino y concluye diciendo que el gobierno mixto siempre va a terminar siendo una democracia ya que el poder de legislar o dar leyes es rol únicamente del gobernante, si suponemos que la democracia va a ser parte del gobierno mixto estaríamos diciendo que el pueblo tendrá también la potestad de legislar y se pregunta así mismo ¿Cómo alguien va a poder cumplir las leyes que uno mismo se impone? Para Bobino no tiene sentido ni razón de ser un gobierno mixto ya que si el estado pierde soberanía terminaría perdiendo su estabilidad también y esto se debe a que el poder estaría siendo tomado por turno, es decir, en cierto momento solamente el monarca podrá legislar pero al rato un parte de la población estaría legislando y luego todo el pueblo estaría proponiendo una nueva ley, lo que terminaría generando contradicción entre todas los tipos de gobierno que a la larga terminaría destruyendo al Estado. 
Una crítica que se le hace constantemente a Bodino con respecto a su postura de imposibilidad de tener un gobierno mixto es la evidencia, son muchos los autores que usan como ejemplo estados que hicieron uso del gobierno mixto y que terminaron siendo más estables y duraderos que los gobiernos clásicos y usan como ejemplo a los estado de Esparta y Roma, con estos enunciados podemos decir que Bodino ha sido derrotado en este debate, pero la verdad es que Bodino encuentra su defensa en su teoría de constitucionalización. El autor empezó a revisar con detenimiento la constitución del estado tanto Romano como espartano y terminó llegando a la conclusión de que en la práctica ambos estados terminaban sobreponiendo siempre una forma de gobierno sobre las demás, es decir que no tenían un estado mixto como tal. Con esto podemos ver la negativa clara y contundente de Bodino hacia lo que significa tener un estado mixto, nos explica sus consecuencias que no puede traer más beneficios que perjuicios, Bodino no es el único autor que está en contra de la aplicación de esta forma de gobierno, hay muchos más pensadores que siguen esta línea cada uno bajo su propia perspectiva.

### Hobbes
Hobbes plantea que el Estado debe poseer una estructura fuerte así como poseer un poder soberano absoluto para que pueda hacer valer su poder y desplegar su autoridad a través de diversos mecanismos para que, de esa forma, pueda llevar a cabo planes que le permitan impulsar el desarrollo de la sociedad. Para el autor es necesario que el Estado tenga el monopolio del uso legítimo de la fuerza y pueda imponer su autoridad sobre todos los ciudadanos, ya que según su visión negativa del hombre este es un ser egoísta y guiado por sus pasiones que solo busca satisfacer sus necesidades sin importar los demás. Es decir, según Hobbes, el hombre en el estado de naturaleza es poco altruista y no se rige por el raciocinio, sino que está en constante disputa y conflicto con otros lo cual conlleva al desarrollo de guerras y una serie de situaciones negativas. De ese modo, afirma que el Estado nace para resolver esos problemas y por lo tanto debe ser robusto a la vez que poderoso para que tenga la capacidad de mantener el orden interno, así como para que pueda brindar seguridad y protección de manera eficiente para que no se generen disturbios y conflictos. Los súbditos se abstienen de ejercer sus derechos en favor del gobernante para que él haga uso de su derecho y mantenga el orden en el Estado. Ante ello, plantea que la soberanía del Estado debe ser indivisible e ilimitada, es decir, al ser ilimitada expresa la seguridad de que se pueda ejercer el poder soberano sin restricciones que impidan llevar a cabo los planes del Estado. De este modo, el ejercicio de gobierno del rey no debe estar sujeto a ningún tipo de leyes, sean estas naturales o positivas, de manera tal que él no está sujeto a cumplirlas o supeditarse a ellas porque si lo estuviese estaría a la misma altura que los súbditos, algo que no es posible. Sin embargo, ello no significa que el soberano tiene la atribución de abusar de su poder, sino que él sepa actuar de manera ética procurando el bien común.
En ese sentido, se visibiliza que para Hobbes el gobierno mixto conduce a la inestabilidad política y social lo cual repercute también en otras áreas. Crítica la deficiencia de este sistema que plantea la fusión ya que no posee una meta clara. Las partes que lo conforman son muy distintas entre sí y comparten el poder, de tal manera que este ya no posee las cualidades esenciales que son ser ilimitado e indivisible. Así, ante la falta de un Estado que goce de una autoridad con un poder soberano absoluto y fuerte que pueda regir la sociedad e instaurar el orden, se produce el caos político y puede conllevar a la destrucción del Estado. En síntesis, el autor, critica de manera ardua el gobierno mixto porque constituye una amenaza para el equilibrio y el orden social. Con esta idea   Hobbes planea hacer de la política una ciencia, por ende, alejarla de lo especulativo.

## República Romana
El gobierno es mixto porque al enfocarnos en los cónsules, el régimen es monárquico; al tomar en cuenta al Senado, es aristocrático; al mirar los Comicios, es democrático. Este sistema constitucional engendra un armonioso equilibrio que asegura a la vez la fuerza del Estado y la dignidad de vida de los ciudadanos".
Sin embargo este sistema solo tiene las apariencias de una igualdad republicana, en efecto, el gobierno está en manos de la nobleza senatorial que se configura cada vez más en una oligarquía más cerrada y exclusiva.

## Monarquía limitada
En este régimen se combina el principio monocrático del gobierno del monarca con participación en el poder de una aristocracia nobiliaria y hereditaria que forma la Cámara Alta, y una Plutocracia censitaria que designa la Cámara Baja, y tenida por representante de la nación entera.
Se trata de un sistema intermedio entre la Monarquía Absoluta y el Parlamentarismo dualista. Este fue el sistema adoptado en la Gran Bretaña de 1689.
La totalidad del poder de gobierno pertenece al monarca, y el poder legislativo pertenece al Parlamento bajo reserva del poder reglamentario que posee el monarca. Este monarca, gobierna solo o con sus ministros, que solo son responsables ante él, pero no ante el Parlamento. En cambio, una o las dos cámaras pueden ser disueltas por el monarca, pero normalmente solo la cámara elegida puede serlo, pues la otra, según el esquema histórico puede ser obligada por la sola amenaza de nombramiento efectivo de una hornada de pares nuevos y dóciles. Este derecho de disolución incondicional de la cámara elegida, la más importante, desequilibra la balanza del poder a favor del monarca, irresponsable e inamovible, quien, por otra parte, posee también el derecho de Veto legislativo, aunque en Gran Bretaña este veto ha jugado muy poco prácticamente, pues no fue utilizado más después de 1707.

## Parlamentarismo dualista
Deriva de la monarquía limitada, conservando el monarca su status de Jefe de Estado y manteniéndose las cámaras, aristocrática y censitaria, con algunas atenuaciones.
El sistema es dualista porque existe una doble responsabilidad ministerial, pues el rey puede revocar a los ministros y disolver la cámara que les otorgue confianza. Por otro lado, la Cámara Alta le da su apoyo, pues le es adherente por tradición y por necesidad, pues los pares designados permiten modificar su composición.
Este sistema fue aplicado en Italia a fines del siglo XIX y comienzos del siglo XX.

## Monarquía Parlamentaria
En esta forma de gobierno se combina el principio monocrático, el oligárquico en su variante aristocrática y el gobierno democrático, pero predominando siempre este último.
Este es el gobierno que tiene aplicación en la actual Inglaterra, en donde el rey es el Jefe de Estado (principio monocrático) y la Cámara de los Lores, está compuesta por la aristocracia (principio oligárquico).
La Cámara de los Comunes expresa el principio democrático al ser elegida por sufragio universal y popular, a la vez que puede censurar al Gabinete. El parlamentarismo es monista, puesto que el Gabinete solo es responsable políticamente ante la Cámara de los Comunes.

## Cesarismo democrático
En esta forma de gobierno, el elemento monocrático se combina con el elemento democrático. El cesarismo es monocrático, en tanto que en el Jefe de Estado (César) o en un solo hombre, se concentra el poder que entraña como consecuencia una suspensión o restricción de ciertas libertades personales.
Pero es democrático, porque la autoridad o poder de este César; lo ejerce a nombre del pueblo, presentándose como plebiscitado o elegido por el pueblo, recurriendo al Plebiscito, de donde obtiene manifestación popular de confianza.
Verbigracia: El de Napoleón Bonaparte, pero en que el principio cesarista terminará por prevalecer, al proclamarse Emperador.